# Alexei Jakubowitsch Ustajew

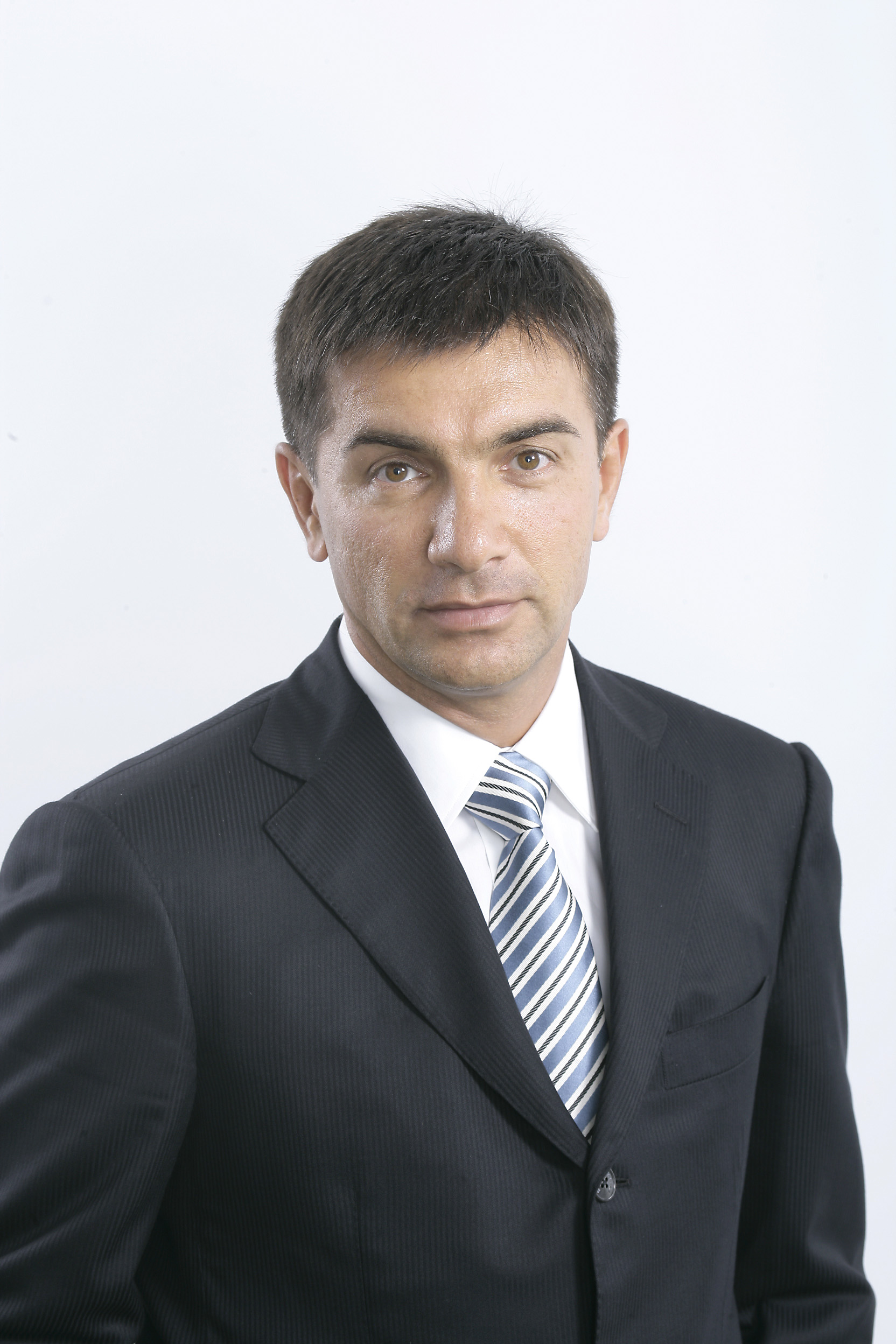
Alexei Ustajew (2008)

Alexei Jakubowitsch Ustajew (russisch Алексей Якубович Устаев; * 12. April 1960 in Taschkent) ist ein russischer Bankier, Finanzierer und Vorstandsvorsitzender der KAB Viking.

## Leben
Im Jahr 1982 schloss Ustajew ein Studium am Taschkenter Polytechnik-Institut mit dem Grad „Bauingenieur“ ab. Er hat seit 1984 bei Lenhydroenergospetstroy gearbeitet und an der Erbauung zahlreicher Bauten zum Hochwasserschutz mitgewirkt. Er wurde im Jahr 1987 zum Generaldirektor des sowjetisch-finnischen Unternehmens Viking und zum Vorsitzenden der Kooperative Vera ernannt. Er gründete im Jahr 1988 die erste russische Kommerzbank Viking, deren Vorstandsvorsitzender er bis heute ist.
Im Jahr 1994 bekam er ein Diplom vom Interministeriellen Institut für Professionelle Entwicklung in St. Petersburg, Universität für Wirtschaft und Finanzen, Studienzweig Finanzierung und Kredit, mit Hauptspezialisierung in Bankwesen. Von 2004 bis 2007 studierte er Wirtschaftswissenschaften an der St. Petersburger Universität, das er mit einer Dissertation zum Thema Beobachtung von Klienten als Systemelement der Krediterteilung durch Banken 2007 beendete.

## Kooperation mit der Industrie
Sein Hauptinteresse liegt bei der Investitionsfinanzierung für Unternehmen im Realsektor der Wirtschaft. Innerhalb der Bank entwickelte er ein System von Dienstleistungen für Firmenklienten – industrielle Unternehmen – zum Zweck des Schutzes der Firmen gegen firmenfremde Risiken.

## Schachförderung
Er ist seit 2004 als Mäzen für Schachwettkämpfe und die Förderung des Schachnachwuchses aktiv.
Von 2004 bis 2006 war er Präsident der St. Petersburger Schachföderation.
Seit 2007 ist er Präsident der Vereinigung der Schachföderation für den Föderationskreis Nordwestrussland, mit 10 Regionen eine der größten Schachföderationen Russlands. Er finanziert Schachwettkämpfe auf verschiedenen Stufen, von Wettbewerben für Kinder bis zu Schachturnieren für Senioren und die Teilnahme russischer Spieler an internationalen Schachturnieren.
Seit 2009 hat er die Patenschaft über die Schachschule des Föderationskreises Nordwestrussland übernommen, unter der Mitarbeit der Großmeister Jewgeni Soloschenkin und Alexei Schirow.

## Öffentlichkeits- und Sozialarbeit
Seit 1989 ist Ustajew Mitglied des Rates der Bankenvereinigung des Nordwestens. Akademiker der St. Petersburger Ingenieursakademie ist er seit 2004. Von 1995 bis 2009 zahlte er Zuschüssen an Familien von Behinderten, die Kinder betreuen müssen, und später an Familien von behinderten Leuten. der Ballet-Drama-Schule von L.V. Jakobson und des Waisenheims Nr. 8 des Vyborgsky-Bezirks von St. Petersburg unterstützt er seit 2004. Außerdem leistet er seit 2006 finanzielle Hilfe an das G. I. Turner Kinderorthopädie-Forschungsinstitut und das K.K. Grota Internat für blinde und sehbehinderte Kinder. 2011 hat Alexei Ustajew Bankstipendien für hochbegabte Studenten des führenden Instituts für Höhere Studien von St. Petersburg gegründet. Seit 2011 wird dem regionalen, klinischen Kinderspital, dem regionalen Volosovsky Waisenhaus Nr. 1 und dem Zufluchtsheim „Baby“ Hilfe bereitgestellt.

## Auszeichnungen
- Auszeichnung des Präsidenten der Slowakischen Republik "Ehrenwertes Kreuz", 2. Klasse.
- Medaille "300. Jahrestag von St. Petersburg".
- Nationale Auszeichnung im Bereich Management "Beste führende Gesellschaft Russlands".
- Internationale Auszeichnung der Europäischen Geschäftsgruppe für ein "Vereintes Europa" für den persönlichen Beitrag zur europäischen Integration.
- Öffentliche Auszeichnung durch die Haupt- und gesamtrussische Auszeichnung "Russischer Nationaler Olympus" — "Für Ehre und Verdienst"
- Auszeichnung "Beste führende Gesellschaft Russlands".
- Ehrenhafter Titel "Top Manager der Russischen Föderation 2007".
- Medaille der St. Petersburger Kammer für Handel und Industrie "Für Auszeichnung in geschäftlicher Entwicklung".

Auszeichnung der russischen Bankiersvereinigung "Manager des Jahres in der Bankbranche"
- ("Für den persönlichen Beitrag zur Entwicklung des Bankwesens").
- A. M. Gorchakov-Silbermedaille des Ministeriums für Auswärtige Angelegenheiten der Russischen Föderation "für den Beitrag zur Stärkung der Welt und der Entwicklung internationaler Zusammenarbeit".
- Ausgezeichnet als Anerkennung der Leistungen zur Stärkung der Welt und der Entwicklung der internationalen Zusammenarbeit, der Aussage universeller Ideal und humanitärer Werte.
- Auszeichnung der russischen Bankiersvereinigung 2013 vergeben an Alexei Ustajew – Nationale Banken-auszeichnung "Bankier des Jahres".

Die höchste Auszeichnung der Nordwestlichen Bankiersvereinigung ("Star-Bankier").
Ehrenwerter Titel "Geehrter Bankier" (die höchste Auszeichnung der russischen Bankiersvereinigung).

## Veröffentlichungen
- A. J. Ustajew, "Unsere Nationalität – Russen, unsere Ideologie – Professionisten" (N. Krotov "Die Geburt von Kommerzbanken. Bezeugt durch Teilnehmer", Moskau, "Bankwesen", 1998).
- A. J. Ustajew, "Die erste Kommerzbank des Neuen Russlands" (Space. Information. Neue Technologien, Nr. 1, 1999).
- A. J. Ustajew, "We glaubten dem Staat" (N. Krotov. Archiv-Aufbewahrungsort der russischen Finanz- und Bankrevolution (1985 — 1995). Bezeugung durch Augenzeugen. Dokumente. T. 2 . M.: "Triada, Ltd.", 2001)
- A. J. Ustajew, "Überwachung der finanziellen Lage von Klienten in einem kontrollierten System von Kreditrisiken der Bank" (Monograph "Das Bankwesen in Russland — von Stabilisierung bis zur Effizienz" unter der Schriftleitung von G. N. Beloglazowa, N. A. Savinskaja, St. Petersburg, St. Petersburger Staatsuniversität für Wirtschaft und Finanz, 2003).
- A. J. Ustajew, "Die Prinzipien der Ausführung der Überwachung von Kreditnehmern in einem kontrollierten System von Kreditrisiken der Banken " (Sammlung wissenschaftlicher Berichte. "Wirtschaft und Management", Teil 2, unter der Schriftleitung von A. E. Karlik, St. Petersburg, St. Petersburger Staatsuniversität für Wirtschaft und Finanz, 2005).
- A. J. Ustajew, "Banken als aktive Teilnehmer in einer industriellen Politik" (Sammlung der Berichte "Marktstrategie: Russland-Deutschland", Teil 2, St. Petersburg, St. Petersburger Staatsuniversität für Wirtschaft und Finanz, 2005).
- A. J. Ustajew, "Wir glaubten dem Staat" (N. I. Krotov. Archiv-Aufbewahrungsort der russischen Finanz- und Bankrevolution. (Bezeugung durch Augenzeugen. Dokumente) Band 2. / Zweite Auflage, überarbeitet und erweitert. — M.: Wirtschaftliche Chroniken, Agentur für finanzielle Informationen der "MZ-media", 2006).
- A. J. Ustajew, "Techniken der Kreditvergabe durch Banken in Zeiten einer instabilen Wirtschaftslage" (Sammlung von Materien der "Zweiten internationalen wissenschaftlichen Konferencz. Russland und Polen", St. Petersburg. St. Petersburger Staatsuniversität für Wirtschaft und Finanz, 2007).
- A. J. Ustajew, "Die Beziehung zwischen Banken und Problem-Kreditnehmern" ("Finanz, Kredite und Internationale Beziehungen im 21. Jahrhundert", Band 2, St. Petersburg. St. Petersburger Staatsuniversität für Wirtschaft und Finanz, 2007).
- A. J. Ustajew, "Überwachung von Klienten als Element des Kreditvergabe-Systems durch Banken" ("Finanz und Kreditvergabe", Nr. 15, 2007).
- A. J. Ustajew, "Über die Bewertung der Effizienz der Bankschlichtung bei der Kreditvergabe". (Sammlung "Der Finanzmarkt und das Kreditvergabesystem in Russland. Ausgabe Nr. 8", St. Petersburg, in "Info-da", 2008).
- A. J. Ustajew, "Mittelgrosse und kleine Banken im russischen Bankwesen" (Sammlung der Materien: "XIX. Kongress des ARB", Moskau: "Kvartet-Press", 2008).
- A. J. Ustajew, "Die Gründung der Viking Bank in St. Petersburg – das moderne russische Bankwesen" (N. Krotov "Geschichte der sowjetischen Bankreform während der 80er Jahre des 20. Jahrhunderts. Erste Kommerzbanken". Moskau. Autonomes nicht-kommerzielle Organisation "Wirtschaftliche Chroniken", 2008).